# Ничего не происходит (телесериал)
«Ничего не происходит» (англ. No Activity) — австралийский комедийный телесериал, созданный Трентом О’Доннеллом и транслировавшийся на стриминговом сервисе Stan с 22 октября 2015 года по 14 декабря 2018 года. Сериал стал первым оригинальным сериалом Stan.
Премьера первого сезона, состоящего из 6 эпизодов, состоялась на Stan 22 октября 2015 года. Премьера второго сезона состоялась 26 октября 2016 года.
14 декабря 2018 года на Stan состоялась премьера специального рождественского эпизода под названием «Ничего не происходит: Ночь перед Рождеством».

## Сюжет
В центре повествования сериала находятся сразу 2 сюжетные линии: первая посвящена будням двух напарников-детективов — Хэнди и Стоукса, которые целыми днями сидят в своей служебной машине и не занимаются охраной правопорядка, предпочитая просто болтать друг с другом. Вторая сюжетная линия вертится вокруг разных преступников, которые сталкиваются с Хэнди и Стоуксом, но их преступления прерываются не по воле нерадивых полицейских, а из-за их собственных ошибок. 

## В ролях

### Главные
- Патрик Браммелл — детектив Хэнди, напарник Стоукса, который любит поболтать и мечтает вновь вернуть себе прежнюю репутацию после неудачной операции по борьбе с наркотиками.
- Даррен Гилшенан — детектив Стоукс, мечтательный напарник Хэнди, подающий надежды полицейский, работа которого оставляет желать лучшего.
- Харриет Дайер — Эйприл, молодая сотрудница полиции, которая пытается добиться своего возвращения на службу после того, как она ударила электрошокером в мужчину, который неуважительно к ней относился.
- Женевьева Моррис — Кэрол, прямолинейная офицер полиции, которая имеет привычку указывать любому человеку, будь то ребёнок или инвалид, на его недостатки.
- Дэниэл Уилли — Джимми, преступник, который вернулся к своей преступной деятельности после неудачной попытки запустить гостиничный бизнес.
- Дэвид Филд — Брюс, пожилой профессиональный преступник, который пытался исправиться и начать новую жизнь, но все его попытки не увенчались успехом. Увлекается изобразительным искусством и играет на мандолине.
- Дэймон Херриман — Берни, богатый бизнесмен, который несчастен в браке и вынужден тратить почти все свои деньги на неудачные благотворительные мероприятия, организованные его женой.
- Роуз Бирн — Элизабет, жена Берни, которая часто использует его деньги в благотворительных, но не всегда успешных целях. Также она, как и её муж, несчастна в их браке.
- Чам Эхелепола — Стив, начинающий преступник, который очень хочет стать лучшим в своём деле и сделать так, чтобы его родители гордились им.
- Энтони Хейз — Недди, преступник и напарник Стива, ранее, до того, как стать преступником, работал охранником в борделе, и эта работа дала ему большой практический опыт, которым он не стесняется делиться со своим неопытным подельником.

### Второстепенные
- Сэм Симмонс — Глен
- Тим Минчин — Джейкоб
- Кэт Стюарт — Таня
- Джексон Грэхем-Уилсон — Лачи, сын Кэрол.
- Джейк Джонсон — Катлер
- Ким Джинджелл — Райнер, пожилой детектив, презирающий Стоукса.
- Алан Дьюкс — Ли, полицейский-диспетчер и инвалид, которого недолюбливает Кэрол.
- Сьюзи Юссеф — Ануша, молодая сотрудница диспетчерской и главная соперница Кэрол, пытающаяся изменить представление о мусульманах в глазах последней.

## Сезоны
| Сезон | Серии | Серии | Даты показа     | Даты показа     |
| Сезон | Серии | Серии | Первая серия    | Последняя серия |
| ----- | ----- | ----- | --------------- | --------------- |
| 1     | 6     | 6     | 22 октября 2015 | 22 октября 2015 |
| 2     | 6     | 6     | 26 октября 2016 | 26 октября 2016 |
| СП    | СП    | СП    | 14 декабря 2018 | 14 декабря 2018 |

## Эпизоды

### Сезон 1(2015)
| № общий | № в сезоне | Название                          | Режиссёр        | Автор сценария  | Дата премьеры   |
| --- | ---------- | --------------------------------- | --------------- | --------------- | --------------- |
| 1 | 1          | «Дельфин» «The Dolphin»           | Трент О’Доннелл | Трент О’Доннелл | 22 октября 2015 |
| Большой бетонный дельфин на заднем сиденье машины во время слежки заставляет Хэнди усомниться в профессионализме Стоукса. Тем временем копы обсуждают эротические преимущества сиамских близнецов, у Эйприл первый рабочий день в диспетчерской, а на складе Джимми рассказывает Брюсу о поисках его отца. |            |                                   |                 |                 |                 |
| 2 | 2          | «Две рвоты» «Two Vomits»          | Трент О’Доннелл | Трент О’Доннелл | 22 октября 2015 |
| Чрезмерно усердный охранник срывает операцию в доке. Пока Эйприл рассказывает Кэрол тревожную историю о том, почему её сняли с дежурства, Хэнди готовится сделать важный звонок в диспетчерскую. |            |                                   |                 |                 |                 |
| 3 | 3          | «Дата» «The Date»                 | Трент О’Доннелл | Трент О’Доннелл | 22 октября 2015 |
| Хэнди и Эйприл неловко общаются по радио. Преступники сетуют на отсутствие воображения в австралийской криминальной индустрии. Тем временем сын Кэрол, Лачи, отстранён от занятий в школе при необычных обстоятельствах.                                                                                   |            |                                   |                 |                 |                 |
| 4 | 4          | «Свидетель» «The Witness»         | Трент О’Доннелл | Трент О’Доннелл | 22 октября 2015 |
| Каким было бы качественное телешоу с Хэнди и Стоуксом? Таня, свидетельница в полицейском участке, узнаёт об этом, в то время как преступники воссоединяются. Тем временем Кэрол приводит Лачи на работу, что приводит к неловким последствиям для Эйприл.                                                  |            |                                   |                 |                 |                 |
| 5 | 5          | «Американец» «The American»       | Трент О’Доннелл | Трент О’Доннелл | 22 октября 2015 |
| Стоуксу нужно срочно вернуться в участок, чтобы поговорить о стрельбе, поэтому к Хэнди в машине присоединяется американский детектив Катлер. Кэрол делится с Эйприл своими романтическими воспоминаниями.                                                                                                  |            |                                   |                 |                 |                 |
| 6 | 6          | «Кофейный рейд» «The Coffee Raid» | Трент О’Доннелл | Трент О’Доннелл | 22 октября 2015 |
| Полицейские в бронежилетах и готовы к рейду, они начеку и пьют хороший кофе. |            |                                   |                 |                 |                 |

### Сезон 2(2016)
| № общий | № в сезоне | Название                                    | Режиссёр        | Автор сценария  | Дата премьеры   |
| --- | ---------- | ------------------------------------------- | --------------- | --------------- | --------------- |
| 7 | 1          | «Пропавшие без вести» «Missing Persons»     | Трент О’Доннелл | Трент О’Доннелл | 26 октября 2016 |
| Стоуксу и Хэнди поступает экстренный звонок. Тем временем сообщается, что богатая пара Берни и Элизабет пропали из своего особняка. Недавно расставшийся с девушкой Стоукс просит Хэнди помочь ему с фотографией для профиля в Tinder, чтобы она не выглядела как у хипстера.                       |            |                                             |                 |                 |                 |
| 8 | 2          | «Смерть угря» «Death of an Eel»             | Трент О’Доннелл | Трент О’Доннелл | 26 октября 2016 |
| Стоукс удивляется, когда Хэнди и диспетчер поздравляют его с 50-летием, но потом они понимают, что ему всего 48, и празднование прерывается. Позже Стоукс и Хэнди просматривают видео с выступлением Берроуза с угрём.                                                                              |            |                                             |                 |                 |                 |
| 9 | 3          | «Тихая ночь» «Silent Night»                 | Трент О’Доннелл | Трент О’Доннелл | 26 октября 2016 |
| Стоукс сделал маникюр на лобке, а парни узнают, что всё это время с ними был неожиданный пассажир. Эйприл делает стрижку, очень похожую на причёску Кэрол, что вызывает некоторое напряжение в диспетчерской.                                                                                       |            |                                             |                 |                 |                 |
| 10 | 4          | «Татуировка бабочки» «The Butterfly Tattoo» | Трент О’Доннелл | Трент О’Доннелл | 26 октября 2016 |
| Стоукс просыпается после долгого сна. Кэрол знакомится со своей новой напарницей Анушей, которая является мусульманкой, и говорит ей, что рада, что победа Валида Али в премии «Logie» положила конец расизму в Австралии. Джимми и Брюс обсуждают потерю своего арт-кафе во время часа откровений. |            |                                             |                 |                 |                 |
| 11 | 5          | «Крестики-нолики» «Noughts and Crosses»     | Трент О’Доннелл | Трент О’Доннелл | 26 октября 2016 |
| Стоукс и Хэнди были отстранены за нарушение правил. У Стоукса новый партнёр — Райнер. Он звонит Хэнди, у которого тоже появился новый партнёр — Эйприл. |            |                                             |                 |                 |                 |
| 12 | 6          | «Травиата» «La Traviata»                    | Трент О’Доннелл | Трент О’Доннелл | 26 октября 2016 |
| Хэнди и Стоукс стоят у дома, где, по мнению Стоукса, Берни и Элизабет находятся в плену. Хэнди ревнует, когда Стоукс рассказывает, что он хочет сказать на похоронах Райнера. |            |                                             |                 |                 |                 |

### Специальный эпизод(2018)
| № общий | № в сезоне | Название                                             | Режиссёр        | Автор сценария  | Дата премьеры   |
| --- | ---------- | ---------------------------------------------------- | --------------- | --------------- | --------------- |
| 13 | -          | «Ночь перед Рождеством» «The Night Before Christmas» | Трент О’Доннелл | Трент О’Доннелл | 14 декабря 2018 |
| Наступает канун Рождества, и Хэнди со Стоуксом отправляются в торговый центр, где никого нет. Тем временем внутри Брюс и Джимми, переодетые в Санту и эльфа, замечают Миранду Тапселл и решают взять её в заложницы. |            |                                                      |                 |                 |                 |

## Реакция

### Критика
Джастин Бёрк из газеты The Australian написал, что это «самая смешная новая комедия, которую я видел за последние годы».
Джеймс Митчелл из газеты The Sydney Morning Herald назвал сериал «„Сайнфелдом“ про полицейских».

### Награды
| Год  | Премия               | Категория                            | Номинация            | Результат | Ссылки |
| ---- | -------------------- | ------------------------------------ | -------------------- | --------- | ------ |
| 2016 | Logie Awards of 2016 | Самый выдающийся актёр второго плана | Дэниэл Уилли         | Номинация | [ 7 ]  |
| 2016 | Logie Awards of 2016 | Самый выдающийся актёр второго плана | Тим Минчин           | Номинация | [ 7 ]  |
| 2016 | Logie Awards of 2016 | Самый выдающийся комедийный сериал   | Ничего не происходит | Номинация | [ 7 ]  |